# Douglas Crag
Der Douglas Crag ist ein 1670 m hoher, kliffartiger Berg im Südosten Südgeorgiens. Er ragt 1,5 km südöstlich des Mount Macklin am südlichen Ende der Salvesen Range auf.
Der South Georgia Survey kartierte ihn im Rahmen seiner von 1951 bis 1957 dauernden Vermessungskampagne Südgeorgiens. Das UK Antarctic Place-Names Committee benannte ihn 1958 nach dem kanadischen Geologen George Vibert Douglas (1892–1958), Teilnehmer der Quest-Expedition (1921–1922) unter der Leitung des britischen Polarforschers Ernest Shackleton.